# Anti-Pamela, ou la Fausse innocence découverte
Anti-Pamela, ou la Fausse innocence découverte (The Anti-Pamela; or Feign'd Innocence Detected) est un roman publié en 1741 par Eliza Haywood, parodiant Paméla ou la Vertu récompensée de Samuel Richardson paru en 1740. Il est également paru avec le sous-titre Mock-Modesty Display'd and Punish'd, soit « la pudeur factice révélée et punie ».

## Réponse àPamela

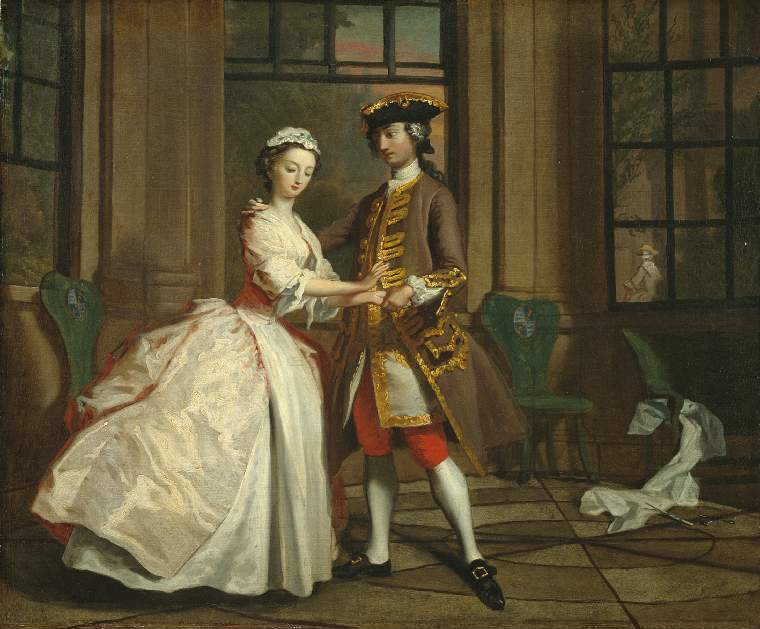
En réponse à Pamela, lAnti-Pamela met en scène une jeune femme cherchant à séduire un homme riche. Peinture de Joseph Highmore d'après Pamela.

L'Anti-Pamela est l'un des romans (comme Shamela de Henry Fielding) écrits en réponse à Pamela de Samuel Richardson, qui se moquent de l'innocence du personnage principal, Pamela Andrews. Dans le roman original, Pamela est présentée comme une jeune femme vertueuse issue de la classe ouvrière, qui remet un gentilhomme débauché dans le droit chemin et gagne son amour, sa vertu étant récompensée par le mariage. Les romans écrits en réponse présentent les actions de Pamela sous un autre angle, pour en faire à la place une femme arriviste et manipulatrice. L'héroïne d'Eliza Haywood suit ce modèle, bien qu'elle soit moins licencieuse que celle de la Shamela de Fielding.
L'Anti-Pamela est généralement vu comme une condamnation du personnage de Pamela pour avoir utilisé sa sexualité à des fins intéressées. Certains spécialistes y voient aussi une critique de l'idée d'ascension sociale en général, et une affirmation qu'il existe une élite dominante naturelle, dont la supériorité innée ne peut pas être égalée par les classes inférieures.

## Résumé
Contrairement à Shamela qui reprend le même scénario que Pamela, l'Anti-Pamela suit la vie d'un personnage nommé Syrena Tricksy dans sa propre histoire. Syrena tente de simuler l'innocence pour devenir une femme noble et riche. Elle essaie plusieurs plans différents, en se présentant à plusieurs hommes différents comme une noble célibataire, une noble mariée, une libertine, une maîtresse, une veuve pauvre ou une veuve riche, selon ce qui lui semble le meilleur moyen d'atteindre son but. Cependant, ses plans sont toujours déjoués à la dernière minute, soit à cause de coïncidences, soit à cause de la maladresse de Syrena. Par exemple, elle est sur le point d'épouser un vieux gentilhomme riche, quand le fils de ce dernier lui rend visite, et révèle que Syrena a tenté de séduire le père et le fils. Au fur et à mesure de l'avancée de l'histoire, les tentatives de Syrena de s'élever dans la société la font au contraire s'abaisser, car elle n'arrive plus à séduire que des hommes de moins en moins riches.

## Publication
D'abord publié en 1741, l'Anti-Pamela est resté longtemps épuisé jusqu'à sa réimpression en 2004 chez Broadview Press.